# Liste des races bovines de France

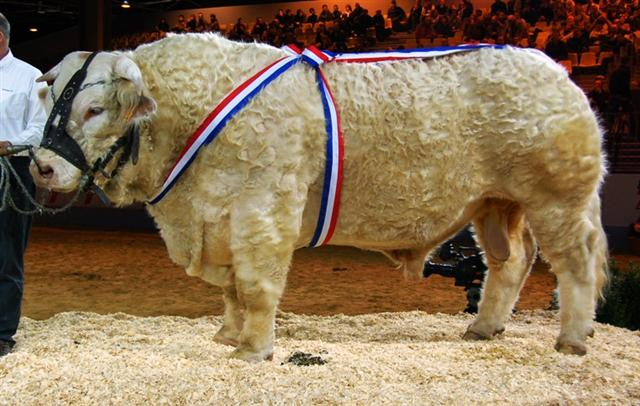
Champion charolais au concours agricole de Paris.

En France, on rencontre les bovins sur l'ensemble du territoire à l'exception du sud-est méditerranéen où ils sont rares. Au XIXe siècle, les races sont divisées en trois groupes : les races à vocation laitière, celles destinées au travail et à la viande et les races rustiques cumulant ces trois aptitudes, que l'on rencontre principalement en montagne. Au cours du XXe siècle, la spécialisation des élevages et la mécanisation ont conduit à une spécialisation des races et à un abandon de la traction animale. Cela a conduit à une nouvelle répartition des races entre races dites laitières, races mixtes (lait et viande), races à viande et races rustiques, ces dernières étant essentiellement des races allaitantes.
Pour la production de lait, celle qui domine est de loin la Prim'Holstein, 2,8 millions de vaches, suivie par la montbéliarde, 700 000 vaches, et la normande, 600 000 vaches (toutes deux considérées comme des races mixtes). Pour la production de viande, trois races dominent : la charolaise, 1,8 million de vaches, la limousine, 900 000 vaches, et la blonde d'Aquitaine, 500 000 vaches. Douze races comptent moins de 1 000 vaches : armoricaine, béarnaise, bretonne pie noir, casta, ferrandaise, froment du Léon, lourdaise, maraîchine, mirandaise, nantaise, saosnoise, villard-de-lans. Elles font l'objet d'actions de conservation après avoir failli disparaître dans les années 1960.

## Liste officielle des races bovines
La liste officielle des races bovines reconnues sur le territoire national est définie par un arrêté ministériel du 27 février 2018 modifiant l'arrêté du 29 avril 2015. 50 races bovines sont répertoriées. Parmi celles-ci, l'arrêté distingue et liste les races locales et les races menacées d'être perdues pour l'agriculture :
- Une race est dite locale si des liens suffisants avec un territoire spécifique sont démontrés, notamment si 30 % des effectifs sont situés dans un seul département ou 70 % dans trois départements limitrophes deux à deux. Les effectifs sont ceux des femelles reproductrices présentes sur le territoire national selon les données du dernier recensement agricole.
- Une race est dite menacée d'être perdue pour l'agriculture au sens du règlement (UE) n° 1305/2013 du Parlement européen et du Conseil, lorsqu'elle satisfait aux conditions précisées au paragraphe 3 de l'article 7 du règlement délégué (UE) n° 807/2014 de la Commission susvisé. L'Institut national de la recherche agronomique (INRA) est l'organisme scientifique compétent et dûment reconnu qui certifie le nombre de femelles reproductrices de ces races et qui fournit la preuve que les races en cause sont menacées d'être perdues pour l'agriculture, conformément au point b de ce même article.

## Classification des races bovines en fonction des aptitudes
laitière
Une race est dite laitière lorsque les vaches de cette race sont soumises à la traite en vue de la production et de la vente de lait.  Le mode de traite quasi exclusif en élevages laitiers est la traite mécanique.
allaitante
Une race est dite allaitante lorsque les vaches de cette race allaitent leurs veaux et sont destinées à être vendues pour leur viande.
mixte
Une race est dite mixte lorsque les deux systèmes d'exploitation laitier et allaitant coexistent au sein de la même race.

### Races laitières
- Abondance
- Bordelaise
- Brune
- Froment du Léon
- Jersiaise
- Pie rouge des plaines
- Prim'Holstein (anciennement Française frisonne pie noir)
- Rouge flamande

### Races production viande
- Bazadaise
- Blanc bleu
- Blonde d'Aquitaine
- Charolaise
- Corse
- Créole
- Gasconne des Pyrénées
- Hereford
- Highland Cattle
- INRA 95
- Limousine
- Mirandaise ou Gasconne aréolée
- Parthenaise
- Redyblack
- Rouge des prés
- Saosnoise
- Taureau de Camargue

### Races mixtes
- Armoricaine
- Aubrac
- Aure-et-saint-girons
- Béarnaise
- Bretonne pie noir
- Bleue du Nord
- Ferrandaise
- Lourdaise
- Maraîchine
- Montbéliarde
- Nantaise
- Normande
- Salers
- Simmental française
- Tarentaise (ou tarine)
- Villard-de-lans
- Vosgienne

### Autres
- Brava appelée aussi taureau de combat ou toro de lidia en Espagne (d'origine espagnole, destinés aux corridas)
- Marine landaise
- Betizu

### Races disparues
Ouestaugeronne, berrichonne, pie rouge de Carhaix, cauchoise, cotentine, mancelle, morbihannaise, percheronne, sarlabot, solognote...
Estbressanne, comtoise, mézine, tourache, fémeline, albanaise, gessienne, morvandelle, tachetée rouge de l'est ...
Sud-Ouestagenaise, blonde des Pyrénées, blonde du Quercy, créon, garonnaise, marchoise, montalbanaise ...
Nordpicarde, boulonnaise, maroillaise, ardennaise, meusienne, lorraine, flamande...